# 安房勝山站
安房勝山站（日语：／ Awa-Katsuyama eki */?）是位於千葉縣安房郡鋸南町，屬於東日本旅客鐵道（JR東日本）的內房線車站。

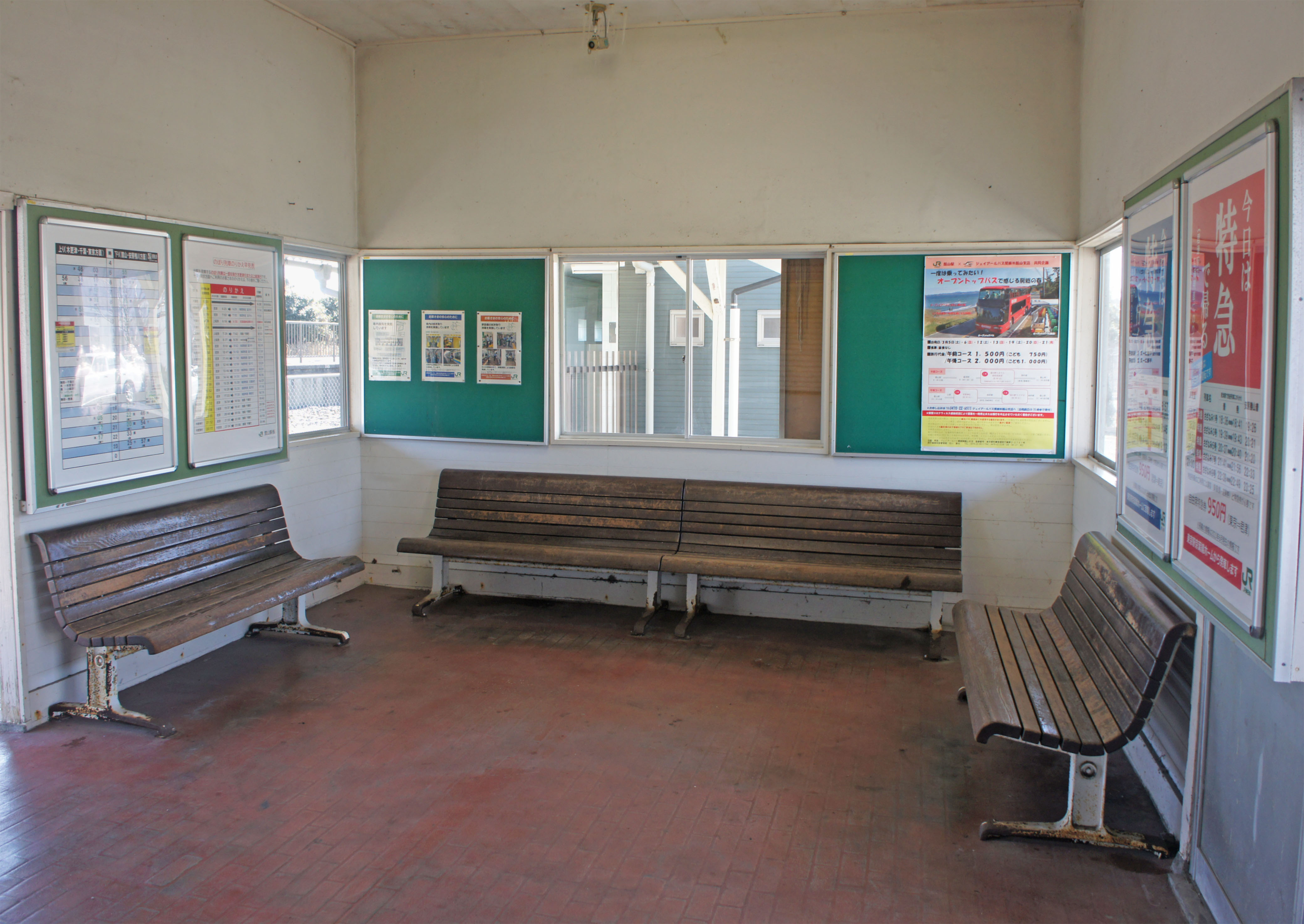
車站內部（2022年2月）

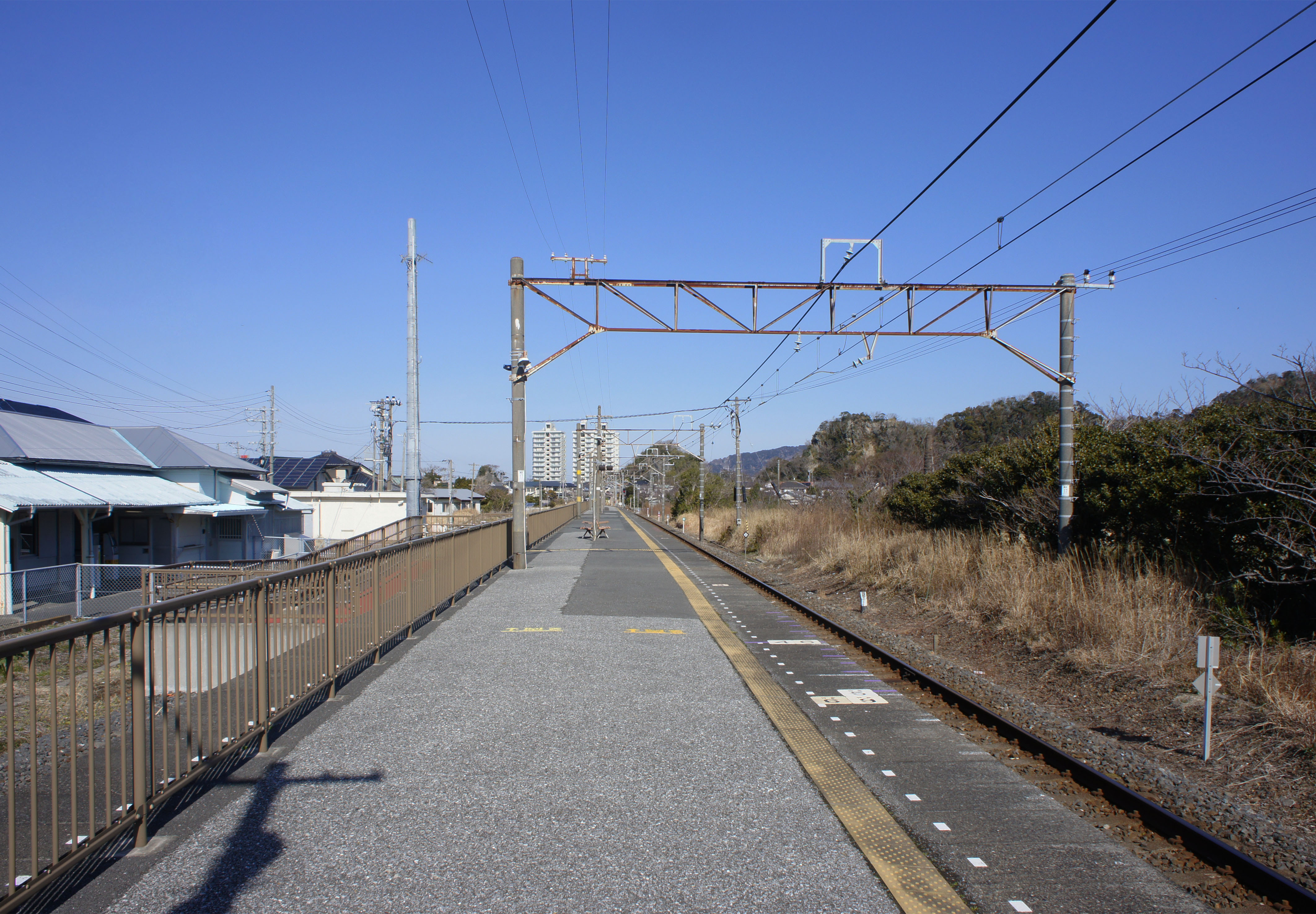
月台（2022年2月）

## 歷史
- 1917年（大正6年）8月1日：車站啟用[1]。
- 1987年（昭和62年）4月1日：伴隨國鐵分割民營化，車站由東日本旅客鐵道（JR東日本）營運[1]。
- 1994年（平成6年）9月1日：從整日設有職員車站變為夜間沒有職員車站となる[2]。
- 2009年（平成21年）3月14日：此站可以使用IC卡「Suica」[3]。成為東京近郊區間區域內[3]。
- 2014年（平成26年）3月15日：靠近車站大樓一方的1號月台路軌已經撤走。
- 2017年（平成29年）3月8日：當日起綠色窗口結業。
- 2020年（令和2年）4月1日：當日起成為整日無人車站[4]。
- 2024年7月16日，JR東日本千葉支社（日语：東日本旅客鉄道千葉支社）與日本郵便共同啟用兼具郵局及車站業務的新站房[5][6]。

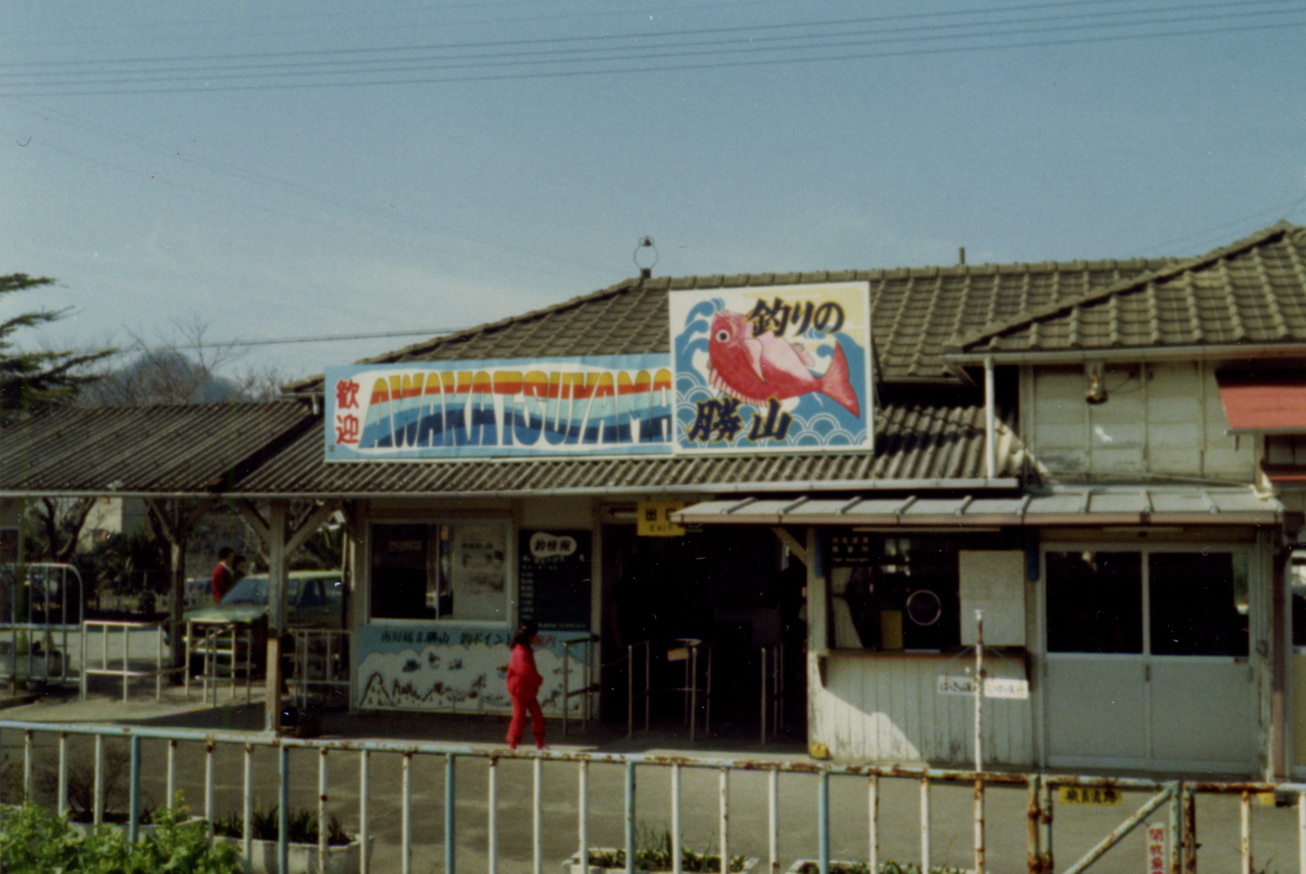
1983年的安房勝山站
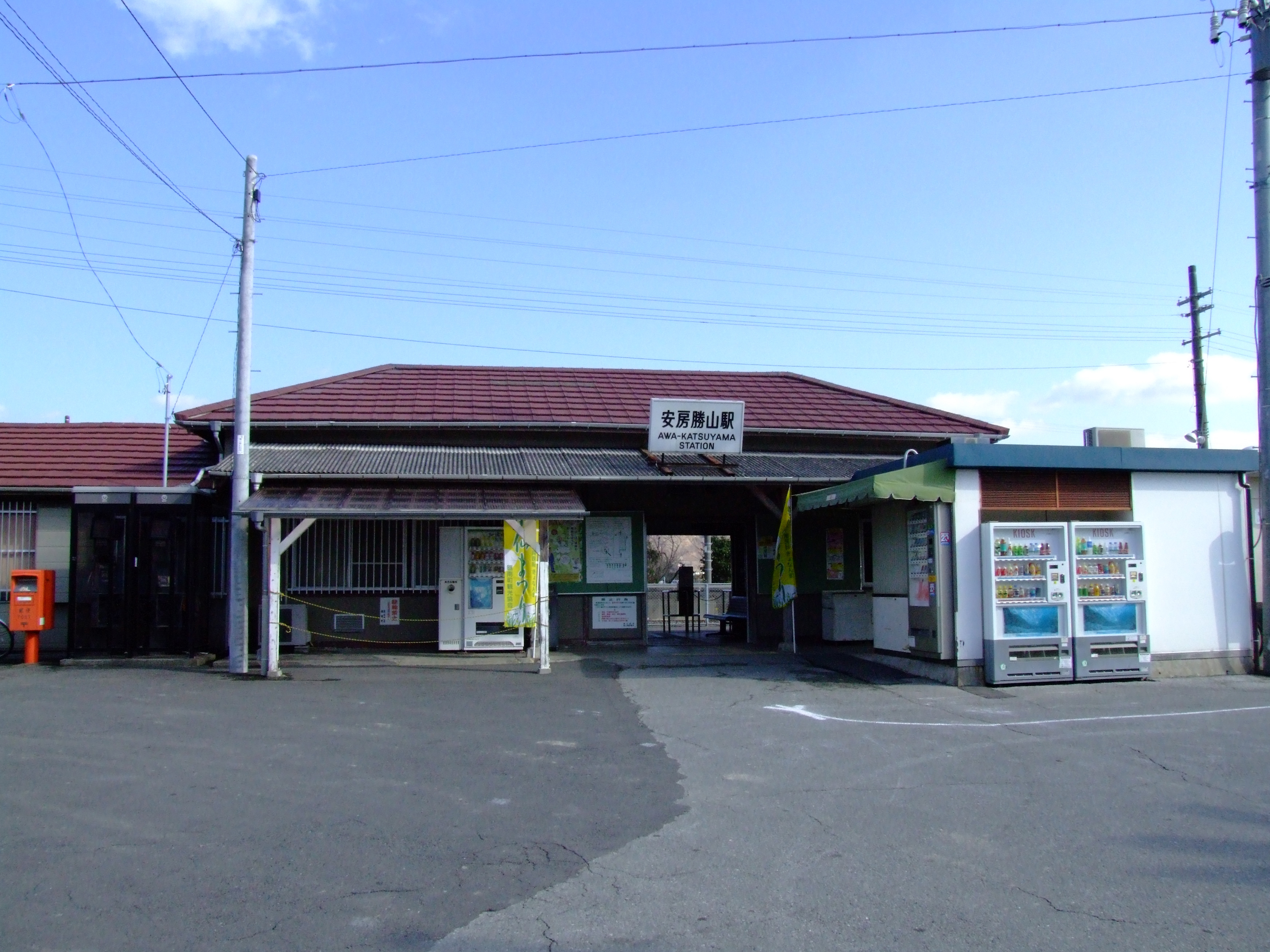
改裝前的站房（2006年1月）
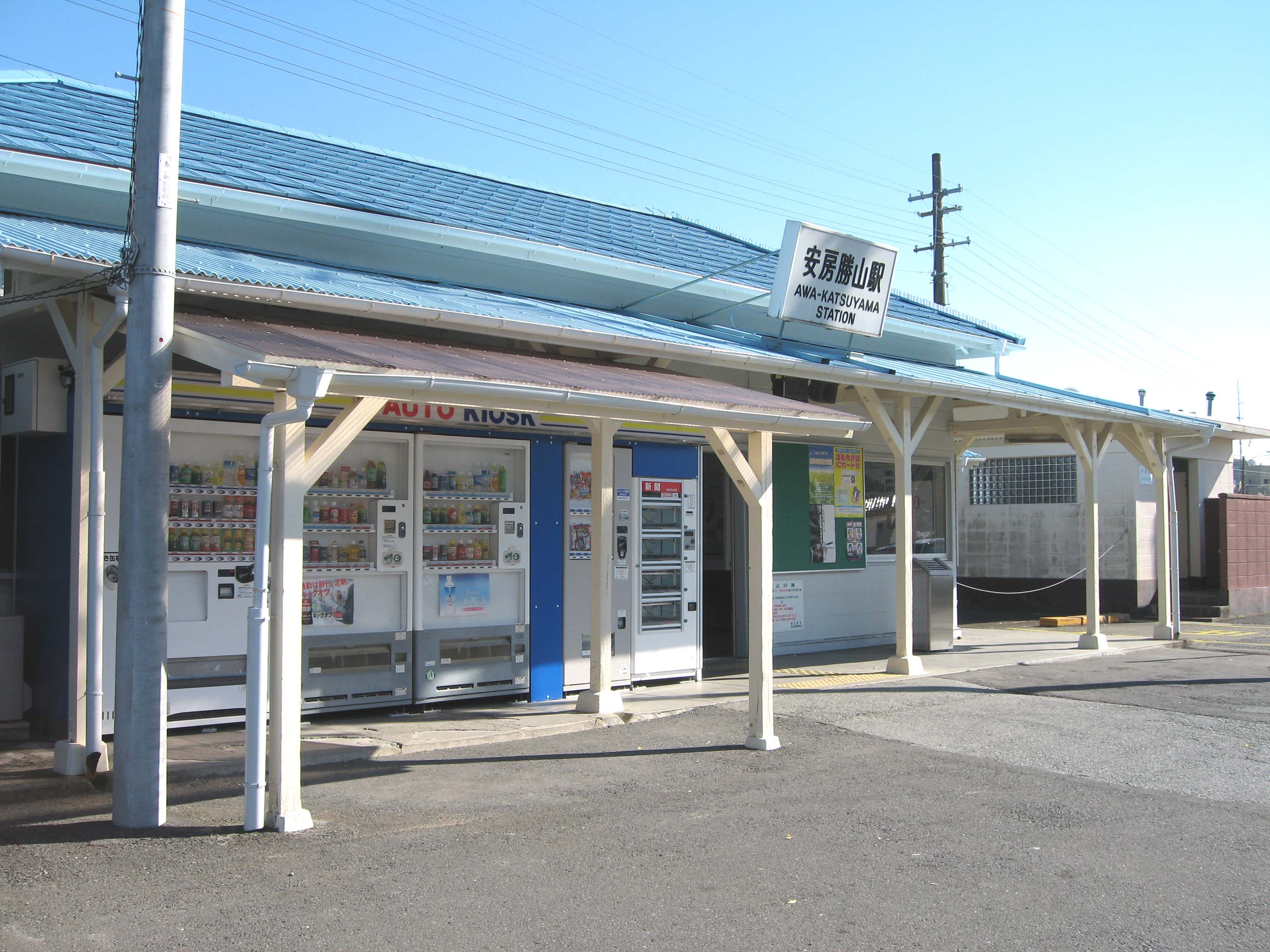
站房翻新後，站名牌變更前（2007年11月）

## 車站構造

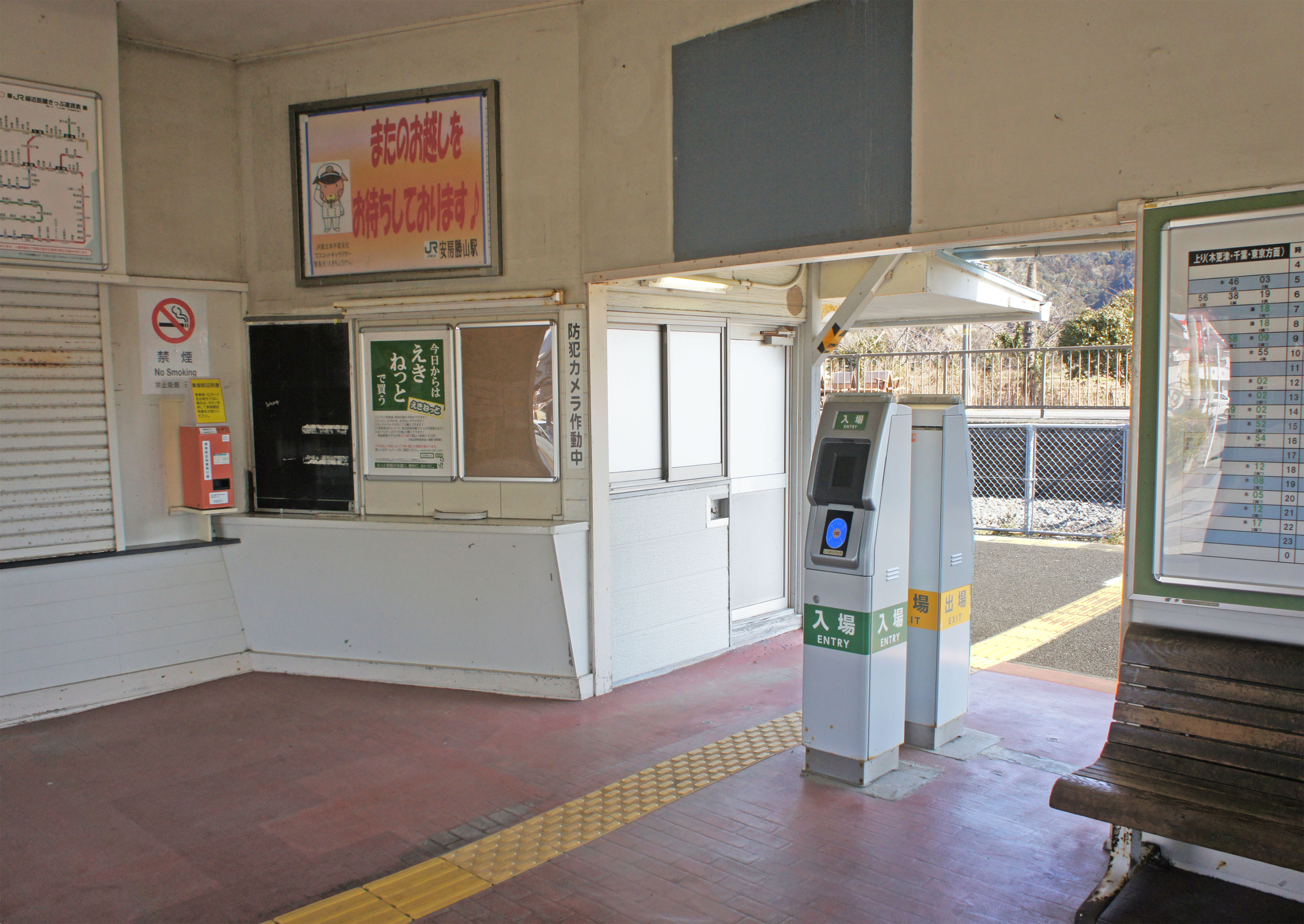
檢票口（2022年2月）

此站是地面車站，設有1面1線的單式月台。月台沒有提高高度。在2014年前，此站可進行列車交會，後來舊1號月台的路軌、架空電纜、信號燈和跨線橋均撤走。遺址成為了車站大樓與月台的通道。
此站是由館山站管理的無人車站。此站設有乘車站證明票發行機、簡易Suica閘機和廁所（濕廁）。

### 月台
| 月台 | 路線    | 上下行 | 方向               |
| ---- | ------- | ------ | ------------------ |
| 1    | ■内房線 | 上行   | 木更津、千葉方向   |
| 1    | ■内房線 | 下行   | 館山、安房鴨川方向 |

參考
- 月台可容納11卡車廂。

## 使用狀況
在2019年（令和元年）度1日平均乘車人次為287人，以下為乘車人次變化列表：
| 乘車人次變化       | 乘車人次變化     | 乘車人次變化 |
| 年度               | 1日平均 乘車人次 | 參考資料     |
| ------------------ | ---------------- | ------------ |
| 1990年（平成02年） | 1,018            | [ * 1 ]      |
| 1991年（平成03年） | 990              | [ * 2 ]      |
| 1992年（平成04年） | 959              | [ * 3 ]      |
| 1993年（平成05年） | 927              | [ * 4 ]      |
| 1994年（平成06年） | 889              | [ * 5 ]      |
| 1995年（平成07年） | 841              | [ * 6 ]      |
| 1996年（平成08年） | 792              | [ * 7 ]      |
| 1997年（平成09年） | 714              | [ * 8 ]      |
| 1998年（平成10年） | 656              | [ * 9 ]      |
| 1999年（平成11年） | 625              | [ * 10 ]     |
| 2000年（平成12年） | 594              | [ * 11 ]     |
| 2001年（平成13年） | 570              | [ * 12 ]     |
| 2002年（平成14年） | 537              | [ * 13 ]     |
| 2003年（平成15年） | 520              | [ * 14 ]     |
| 2004年（平成16年） | 492              | [ * 15 ]     |
| 2005年（平成17年） | 480              | [ * 16 ]     |
| 2006年（平成18年） | 451              | [ * 17 ]     |
| 2007年（平成19年） | 407              | [ * 18 ]     |
| 2008年（平成20年） | 411              | [ * 19 ]     |
| 2009年（平成21年） | 417              | [ * 20 ]     |
| 2010年（平成22年） | 393              | [ * 21 ]     |
| 2011年（平成23年） | 393              | [ * 22 ]     |
| 2012年（平成24年） | 390              | [ * 23 ]     |
| 2013年（平成25年） | 370              | [ * 24 ]     |
| 2014年（平成26年） | 336              | [ * 25 ]     |
| 2015年（平成27年） | 331              | [ * 26 ]     |
| 2016年（平成28年） | 331              | [ * 27 ]     |
| 2017年（平成29年） | 305              | [ * 28 ]     |
| 2018年（平成30年） | 287              | [ * 29 ]     |

## 車站周邊

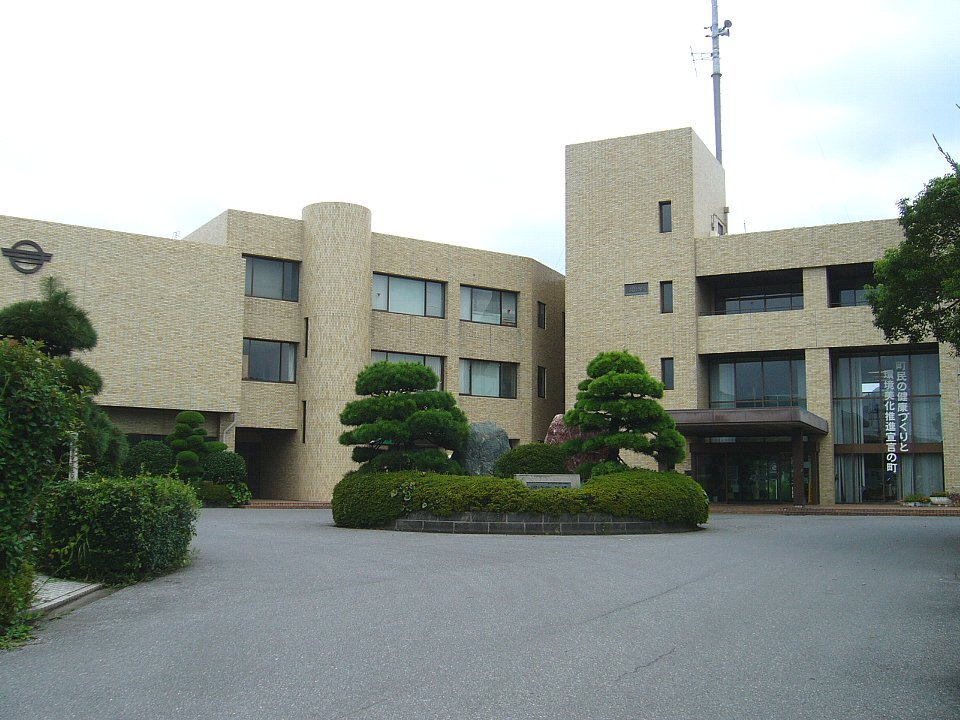
鋸南町公所

此站最接近鋸南町公所，鄰接鋸南富山交流道。
- 國道127號（日语：国道127号）
- 千葉縣道184號外野勝山線（日语：千葉県道184号外野勝山線）
- 鋸南町公所
- 鋸南町消防團第一分團詰所
- 鋸南町觀光協會勝山站前詢問處
- 城西大學、城西國際大學鋸南研討室
- 鋸南町立鋸南中學
- 鋸南町立鋸南小學
- 葛飾區立保田潮騷學校（日语：葛飾区立保田しおさい学校）
- 勝山郵局
- 鋸南町B&G海洋中心（日语：ブルーシー・アンド・グリーンランド財団）
- 千葉銀行鋸南分店
- 館山信用金庫（日语：館山信用金庫）鋸南分店
- 君津信用組合（日语：君津信用組合）館山分店鋸南出張所
- JA安房（日语：安房農業協同組合）鋸南分店
- 勝山海灘
- 大六海灘
- 一心教（單立、神道系）
- 大黑山（模擬天守閣展望台） - 高度74米
- 源賴朝上陸地之碑

## 巴士路線

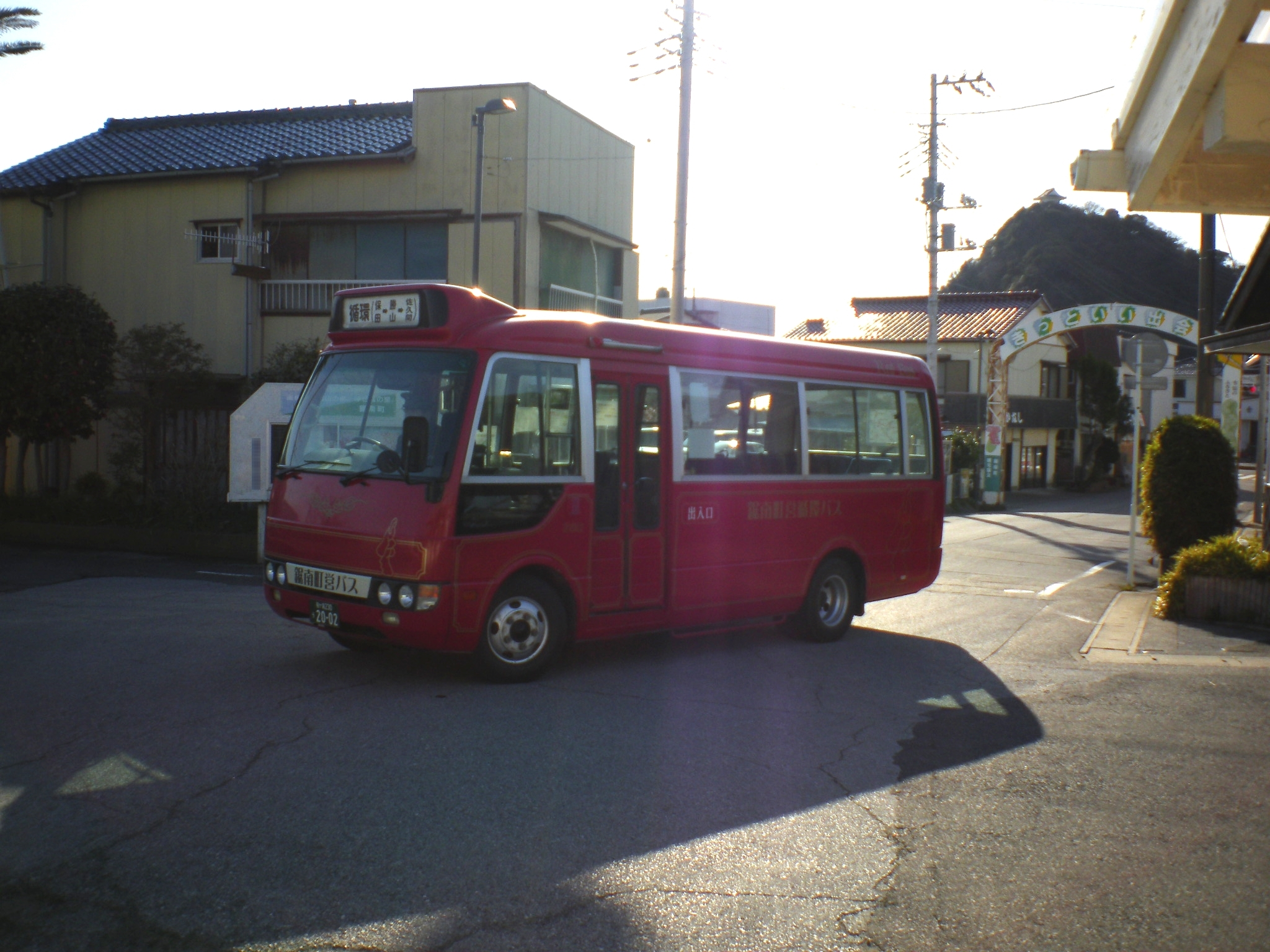
鋸南町營循環巴士（2012年3月13日）

| 乘車處 | 系統   | 主要途經                     | 目的地 | 巴士公司         | 備註 |
| ------ | ------ | ---------------------------- | ------ | ---------------- | ---- |
| 勝山站 | 紅巴士 | 岩井袋、舊佐久間小前、奧山   | 大崩   | 鋸南町營循環巴士 |      |
| 勝山站 | 藍巴士 | 中央公民館前、保田站、小保田 | 大崩   | 鋸南町營循環巴士 |      |

## 相鄰車站
東日本旅客鐵道（JR東日本）
■內房線
保田－安房勝山－岩井

## 注腳

### 使用狀況
1. ↑  千葉縣統計年鑑 （页面存档备份，存于）（日語） - 千葉縣

JR東日本2000年度以後的乘車人次
1. ↑  各駅の乗車人員（2000年度） （页面存档备份，存于）（日語） - JR東日本
2. ↑  各駅の乗車人員（2001年度） （页面存档备份，存于）（日語） - JR東日本
3. ↑  各駅の乗車人員（2002年度） （页面存档备份，存于）（日語） - JR東日本
4. ↑  各駅の乗車人員（2003年度） （页面存档备份，存于）（日語） - JR東日本
5. ↑  各駅の乗車人員（2004年度） （页面存档备份，存于）（日語） - JR東日本
6. ↑  各駅の乗車人員（2005年度） （页面存档备份，存于）（日語） - JR東日本
7. ↑  各駅の乗車人員（2006年度） （页面存档备份，存于）（日語） - JR東日本
8. ↑  各駅の乗車人員（2007年度） （页面存档备份，存于）（日語） - JR東日本
9. ↑  各駅の乗車人員（2008年度） （页面存档备份，存于）（日語） - JR東日本
10. ↑  各駅の乗車人員（2009年度） （页面存档备份，存于）（日語） - JR東日本
11. ↑  各駅の乗車人員（2010年度） （页面存档备份，存于）（日語） - JR東日本
12. ↑  各駅の乗車人員（2011年度） （页面存档备份，存于）（日語） - JR東日本
13. ↑  各駅の乗車人員（2012年度） （页面存档备份，存于）（日語） - JR東日本
14. ↑  各駅の乗車人員（2013年度） （页面存档备份，存于）（日語） - JR東日本
15. ↑  各駅の乗車人員（2014年度） （页面存档备份，存于）（日語） - JR東日本
16. ↑  各駅の乗車人員（2015年度） （页面存档备份，存于）（日語） - JR東日本
17. ↑  各駅の乗車人員（2016年度） （页面存档备份，存于）（日語） - JR東日本
18. ↑  各駅の乗車人員（2017年度） （页面存档备份，存于）（日語） - JR東日本
19. ↑  各駅の乗車人員（2018年度） （页面存档备份，存于）（日語） - JR東日本

千葉縣統計年鑑
1. ↑  千葉縣統計年鑑（平成3年） （页面存档备份，存于）（日語）
2. ↑  千葉縣統計年鑑（平成4年） （页面存档备份，存于）（日語）
3. ↑  千葉縣統計年鑑（平成5年） （页面存档备份，存于）（日語）
4. ↑  千葉縣統計年鑑（平成6年） （页面存档备份，存于）（日語）
5. ↑  千葉縣統計年鑑（平成7年） （页面存档备份，存于）（日語）
6. ↑  千葉縣統計年鑑（平成8年） （页面存档备份，存于）（日語）
7. ↑  千葉縣統計年鑑（平成9年） （页面存档备份，存于）（日語）
8. ↑  千葉縣統計年鑑（平成10年） （页面存档备份，存于）（日語）
9. ↑  千葉縣統計年鑑（平成11年） （页面存档备份，存于）（日語）
10. ↑  千葉縣統計年鑑（平成12年） （页面存档备份，存于）（日語）
11. ↑  千葉縣統計年鑑（平成13年） （页面存档备份，存于）（日語）
12. ↑  千葉縣統計年鑑（平成14年） （页面存档备份，存于）（日語）
13. ↑  千葉縣統計年鑑（平成15年） （页面存档备份，存于）（日語）
14. ↑  千葉縣統計年鑑（平成16年） （页面存档备份，存于）（日語）
15. ↑  千葉縣統計年鑑（平成17年） （页面存档备份，存于）（日語）
16. ↑  千葉縣統計年鑑（平成18年） （页面存档备份，存于）（日語）
17. ↑  千葉縣統計年鑑（平成19年） （页面存档备份，存于）（日語）
18. ↑  千葉縣統計年鑑（平成20年） （页面存档备份，存于）（日語）
19. ↑  千葉縣統計年鑑（平成21年） （页面存档备份，存于）（日語）
20. ↑  千葉縣統計年鑑（平成22年） （页面存档备份，存于）（日語）
21. ↑  千葉縣統計年鑑（平成23年） （页面存档备份，存于）（日語）
22. ↑  千葉縣統計年鑑（平成24年） （页面存档备份，存于）（日語）
23. ↑  千葉縣統計年鑑（平成25年） （页面存档备份，存于）（日語）
24. ↑  千葉縣統計年鑑（平成26年） （页面存档备份，存于）（日語）
25. ↑  千葉縣統計年鑑（平成27年） （页面存档备份，存于）（日語）
26. ↑  千葉縣統計年鑑（平成28年） （页面存档备份，存于）（日語）
27. ↑  千葉縣統計年鑑（平成29年） （页面存档备份，存于）（日語）
28. ↑  千葉縣統計年鑑（平成30年） （页面存档备份，存于）（日語）
29. ↑  千葉縣統計年鑑（令和元年） （页面存档备份，存于）（日語）

## 外部連結
- 車站資訊（安房勝山）：東日本旅客鐵道（日語）